# Lasioglossum thor
Lasioglossum thor là một loài Hymenoptera trong họ Halictidae. Loài này được Cockerell mô tả khoa học năm 1929.

## Hình ảnh

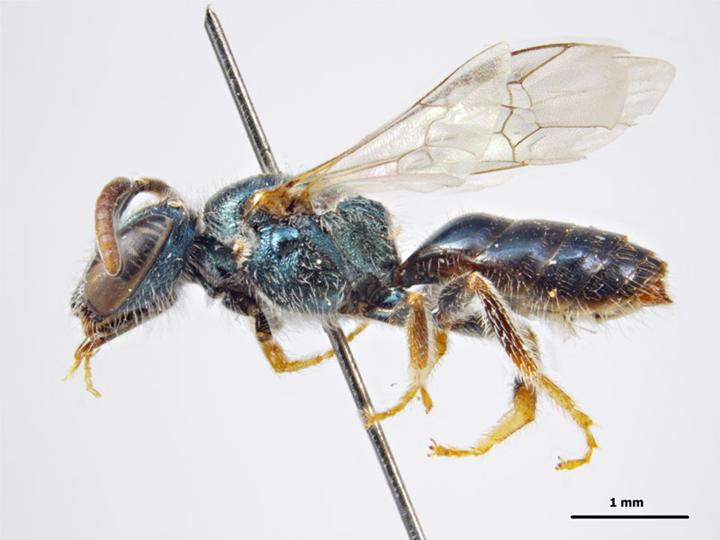